# Перро, Мишель
Мишель Перро (фр. Michelle Perrot; род. 18 мая 1928, Париж) — французский историк, профессор современной истории Парижского университета Дидро. В 2009 году получила премию Фемина за эссе.

## Биография
Она работала над историей рабочих движений и училась у Эрнеста Лабруса, Мишеля Фуко и Робера Бадентера. Является активистом в области женской истории и гендерных исследований во Франции. Занималась редакцией книги совместно с Жорж Дюби «История женщин на Западе». Работы Перро появляются в газете Libération, также она спродюсировала и ведёт «Исторические понедельники» на радио «France Culture». В 2014 году она получила «премию Симоны де Бовуар».
Для неё феминизм — всеобщая свобода.

## Награды
- Орден «За заслуги»
- 2010: Премия Союза рационалистов[6]
- 2014: Премия Симоны де Бовуар за свободу женщин[7]
- Командующий Почетного легиона, 14 апреля 2017 г.[8]

## Труды
- «Délinquance et système pénitentiaire en France au XIXe siècle», Annales: Économies, Sociétés, Civilisations, 1975.
- «Histoire des femmes en Occident» / Жорж Дюби и Мишель Перро (ред.) — Париж: Plon, 1990—1991 (5 томов)
  - История женщин на Западе : в 5 т. / [Под общ. ред. Жоржа Дюби и Мишель Перро; пер. с англ. А. В. Карасева и др.]. — СПб. : Алетейя, 2005. — (Гендерные исследования).
- Мишель Перро в соавторстве с Жорж Дюби «Images de femmes» — Париж: Plon, 1992, 189 стр.
- «Les femmes ou les silences de l’histoire» — Париж: Flammarion, 1998.
- «Les Ombres de l’Histoire. Crime et châtiment au XIXe siècle» — Париж: Flammarion, 2001.
- «Mon histoire des femmes» — Париж: Éditions du Seuil, 2006, 251 стр. (ISBN 978-2-7578-0797-2).
- «Histoire de chambres» — Париж: Le Seuil, 2009 — Prix Femina Essai 2009.
- «George Sand à Nohant : Une maison d’artiste» — 2018

### Перевод
- Переведено Лорен Элкин «The Bedroom: An Intimate History» — Издательство Йельского университета, 2018, ISBN 978-0300167092